# Cavergno

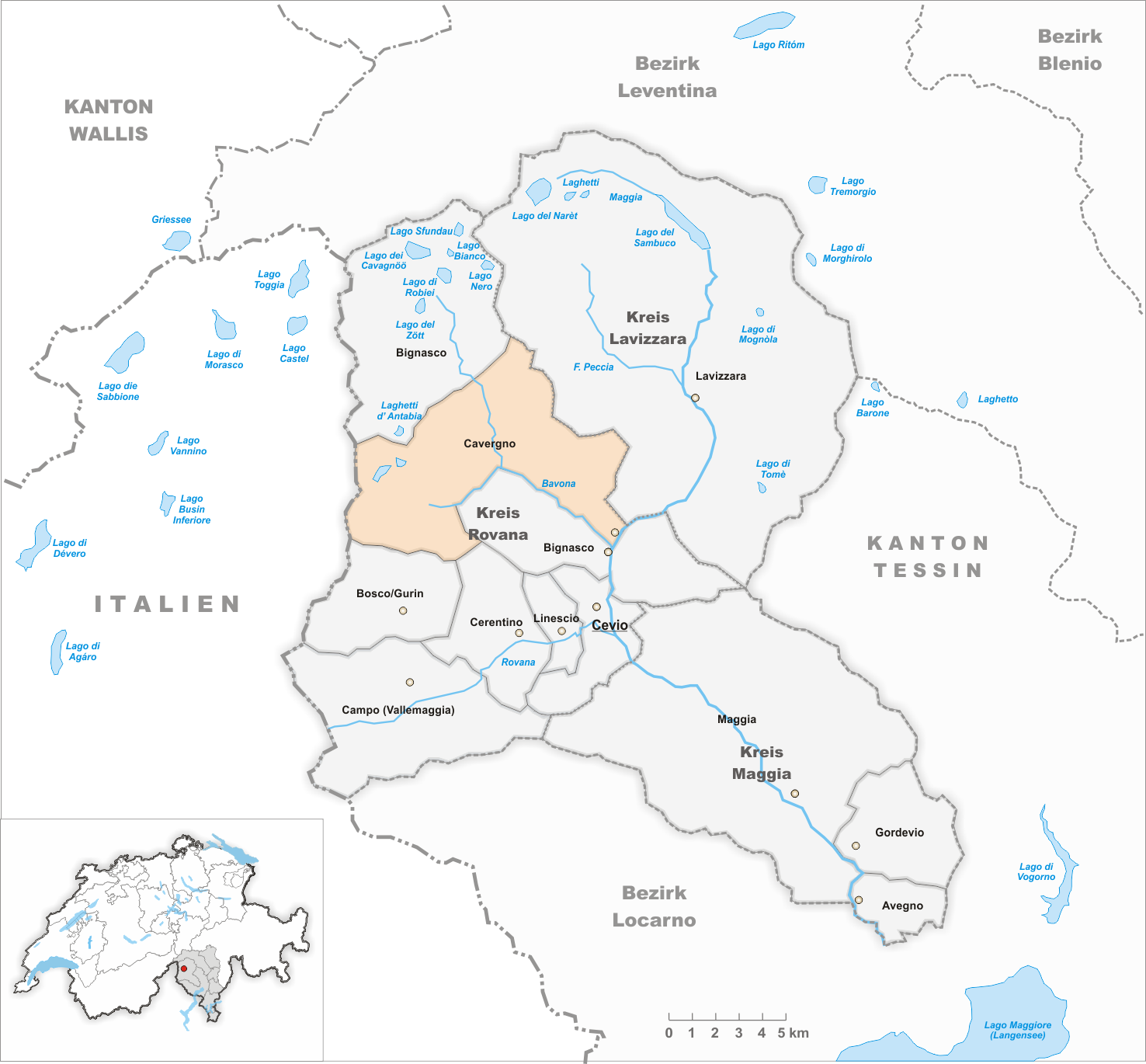
Gemeindestand vor der Fusion am 22. Oktober 2006

Die bis 2006 selbstständige Gemeinde Cavergno ist seither Teil der Gemeinde Cevio im Maggiatal (Kanton Tessin).

## Geographie
Cavergno liegt 29 km nordwestlich von Locarno im Maggiatal. Der Ort liegt nahe dem Zusammenschluss des Val Bavona und des Val Lavizzara. Vom ehemaligen Gemeindegebiet von beinahe 55 km² besteht der Grossteil aus Gebirge und Gewässern (60,5 %). Weitere 31,3 % des Areals bedecken Wald und Gehölz. Bloss 7,5 % (im Talgrund des Val Bavona) können landwirtschaftlich genutzt werden. Ein Bruchteil von 0,7 % ist Siedlungsfläche.
Zu der ehemaligen Gemeinde Cavergno gehörten elf der zwölf Weiler (Terre) des Val Bavona, nämlich – von Südosten nach Nordwesten – Mondada, Fontana, Alnedo, Sabbione, Ritorto, Foroglio, Roseto, Fontanellata, Faèd, La Bola und Sonlerto. Der oberste Weiler San Carlo (Val Bavona) gehörte zu der ehemaligen Gemeinde Bignasco.

## Geschichte
Frühere Formen: Cavergnium und Cavergna. 1340 wird das Dorf in einem Streit zwischen Brontallo und Menzonio als vicinia erwähnt. 1484 sandte es mit Bignasco 70 Mann zur Verteidigung des Cravairolapasses, als die Walliser gegen Arona und Mailand hinunterzogen. Am Anfang des 16. Jahrhunderts gehörte es zur Roana Superiore (wahrscheinlich ein besonderer Verwaltungskreis) und nahm teil am Aufstand des Maggia- und des Lavizzaratals gegen die Franzosen. Als die Eidgenossen den Kanton Tessin besetzten, hatte es seine eigenen Statuten. Unter der schweizerischen Herrschaft sandte es einen Vertreter an den Generalrat des ganzen Maggiatals.
Am 22. Oktober 2006 hat Cavergno mit Bignasco und Cevio zur Gemeinde Cevio fusioniert. Die schon per 23. Januar 2005 geplante Fusion musste zurückgestellt werden, da noch eine Klage vor Bundesgericht hängig war. Im April 2006 wurde die Beschwerde der Gemeinde Bignasco gegen die Zwangsfusion durch das Bundesgericht abgewiesen.
Cavergno bildet aber nach wie vor eine eigenständige Bürgergemeinde.
Der Weiler Fontana wurde in der Nacht vom 29. auf den 30. Juni 2024 im Laufe eines Regen-Unwetters durch eine Mure verschüttet und zum grossen Teil zerstört. Ein Wiederaufbau ist voraussichtlich ausgeschlossen.

## Bevölkerung

### Bevölkerungsentwicklung
1669 wurden 188 Haushalte gezählt. Wegen der eingeschränkten wirtschaftlichen Möglichkeiten setzte bereits im 17. Jahrhundert eine erste Auswanderungswelle, nach Italien, ein. Die grosse Abwanderung folgte im 18. und vor allem im 19. Jahrhundert. Vorerst nach Europa (Holland und Ungarn), später nach Australien. Von 1799 bis 1824 nahm die Einwohnerzahl um 25,2 % ab, um dann bis 1850 nochmals um 33,0 % anzusteigen. Bis 1920 sank sie dann durch Abwanderung nach Übersee und in die Industriegebiete des Kantons Tessin stark (1850–1920: − 21,1 %). Doch war die Zahl der Emigranten im Vergleich zu anderen Gemeinden des Maggiatals vergleichsweise gering. Hauptgrund war der frühzeitige Aufbau von Arbeitsmöglichkeiten in Steinbrüchen. Bis 1970 wuchs die Bevölkerung auf einen neuen Höchststand an (1920–1970: + 42,3 %), bedingt durch den Bau von Wasserkraftwerken. Seither ist ein leichter Bevölkerungsrückgang eingetreten (1970–2005: − 3,7 %), der bereits wieder aufgehört hat.
Einwohnerzahlen: Volkszählungsdaten

### Religionen – Konfessionen
In früheren Zeiten gehörte die gesamte Einwohnerschaft der Römisch-Katholischen Kirche an. Durch Zuwanderung aus anderen Regionen der Schweiz und dem Ausland sowie Kirchenaustritten hat sich dies geändert. Heute (Stand 2000) sind 86,75 % römisch-katholische und 2,35 % evangelisch-reformierte Christen. Daneben findet man 5,34 % Konfessionslose und 2,14 % Muslime. Die Muslime sind fast alle Zuwanderer aus Bosnien-Herzegowina. 3,42 % der Einwohner verweigerten die Angabe ihres Glaubensbekenntnisses.

### Herkunft – Nationalität
Von den Ende 2004 486 Bewohnern waren 460 (= 94,65 %) Schweizer Staatsbürger. Bei der letzten Volkszählung im Jahr 2000 waren 93,16 % Schweizer Bürger (unter ihnen sieben Doppelbürger). Die grössten Einwanderergruppen kommen aus Italien, Bosnien-Herzegowina und aus Serbien-Montenegro.

## Wirtschaft
Früher lebten die Bauern von der Viehzucht (vor allem Ziegen und Schafe) und vom Ackerbau. Durch die begrenzte Ackerfläche wanderten bereits in früheren Jahrhunderten junge Leute als Saisonarbeiter nach Holland aus. Im 19. Jahrhundert folgte eine Massenauswanderung nach Kalifornien. Noch 1970 arbeitete eine knappe Mehrheit der Erwerbstätigen in der eigenen Gemeinde. Heute arbeiten die Wenigsten noch in der Gemeinde. Die Landwirtschaft ist kaum mehr von Bedeutung. Über 90 % der Erwerbstätigen sind mittlerweile in Industrie, Gewerbe und Dienstleistungsberufen tätig.

## Verkehr
Cavergno ist durch die Postautolinien Bignasco-San Carlo, Bignasco-Peccia-Fusio und die Linie 315 der FART Locarno-Bignasco-Cavergno ans Netz des Öffentlichen Verkehrs angeschlossen. Der Grossteil der Bevölkerung benutzt private Verkehrsmittel, da die Strasse nach Locarno wintersicher ist.

## Sehenswürdigkeiten
- Pfarrkirche Sant’Antonio da Padova[9][10]
- Oratorium della Natività im Gannariente[11]
- Alte Getreidespeicher[9]
- Steinbrunnen und Alte Waschanlage[9]
- Doppelter Steinbrunnen genannt Bron d’la Müfa[9]
- Steinbrücke über die Calnègia[9]

Der regionale Weitwanderweg Sentiero Cristallina (als Wanderroute Nr. 59 ausgeschildert) führt über 41 km in drei Etappen von Bignasco nach Airolo (Bedrettotal). Auf der Teilstrecke von Mondada nach Foroglio verläuft er auf dem gut beschilderten Percorso della Transumanza (Transhumanz-Themenweg).

## Weiler im Val Bavona, talaufwärts

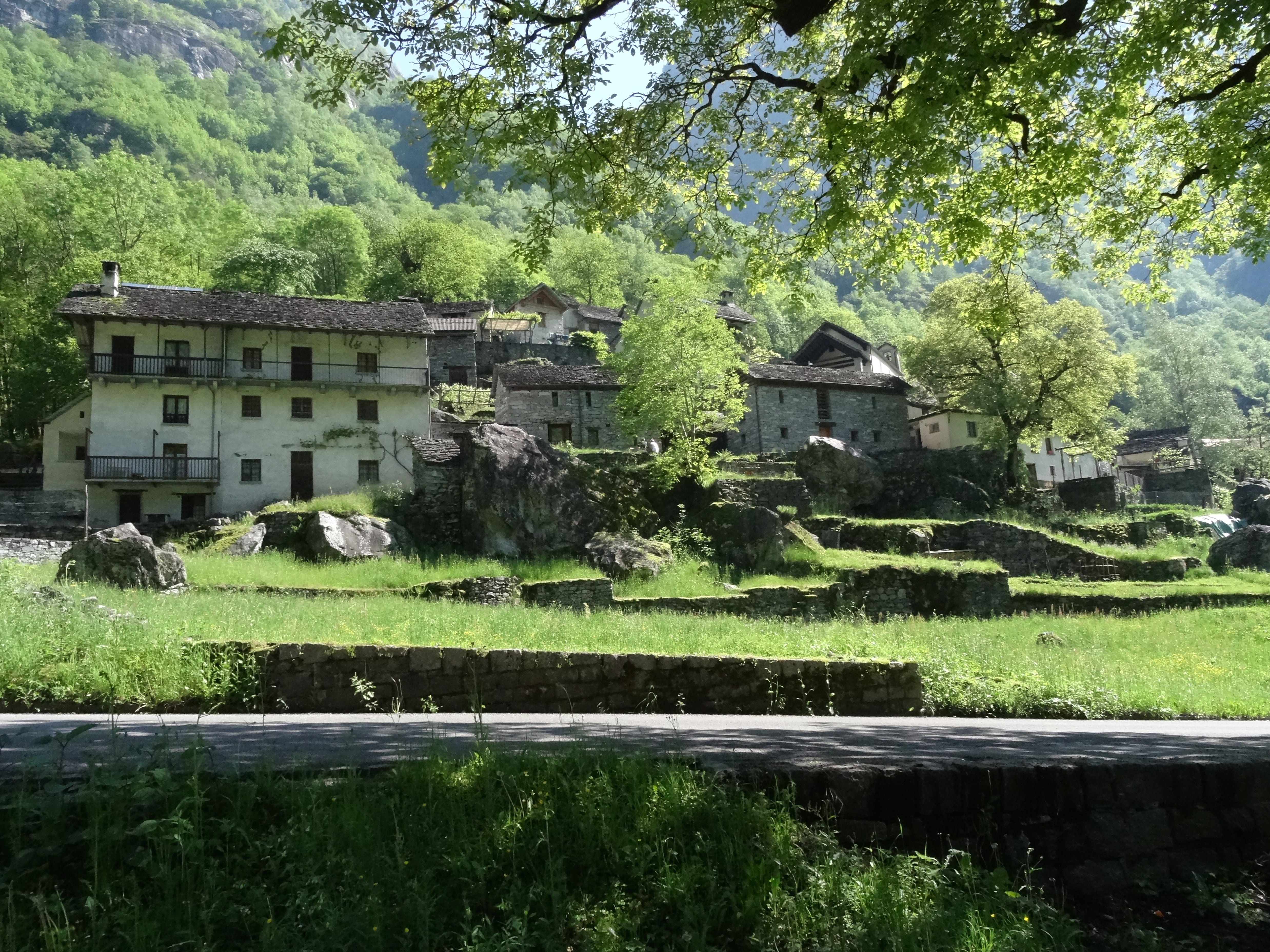
Fontana (vor der Zerstörung im Juni 2024)
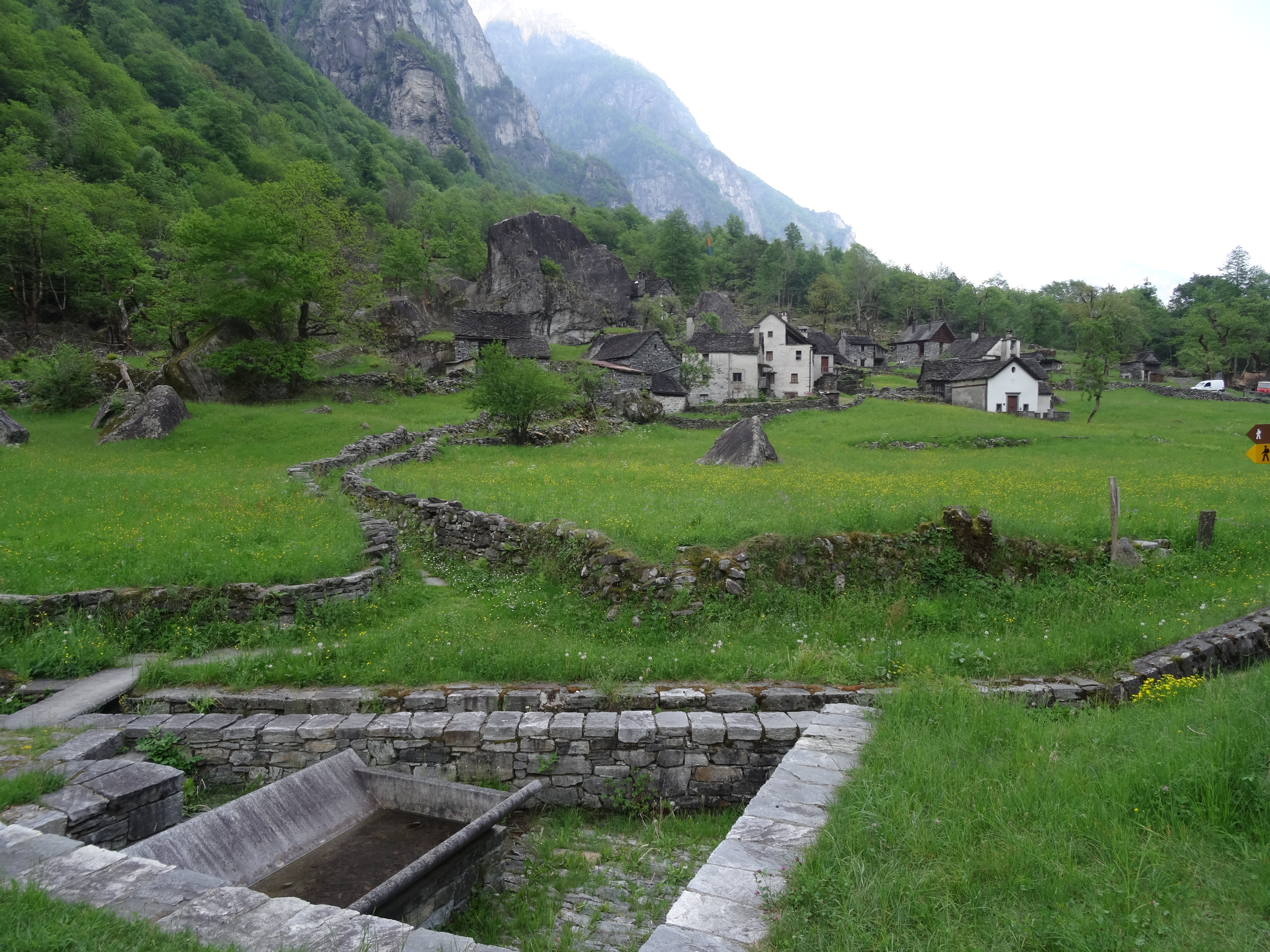
Sabbione
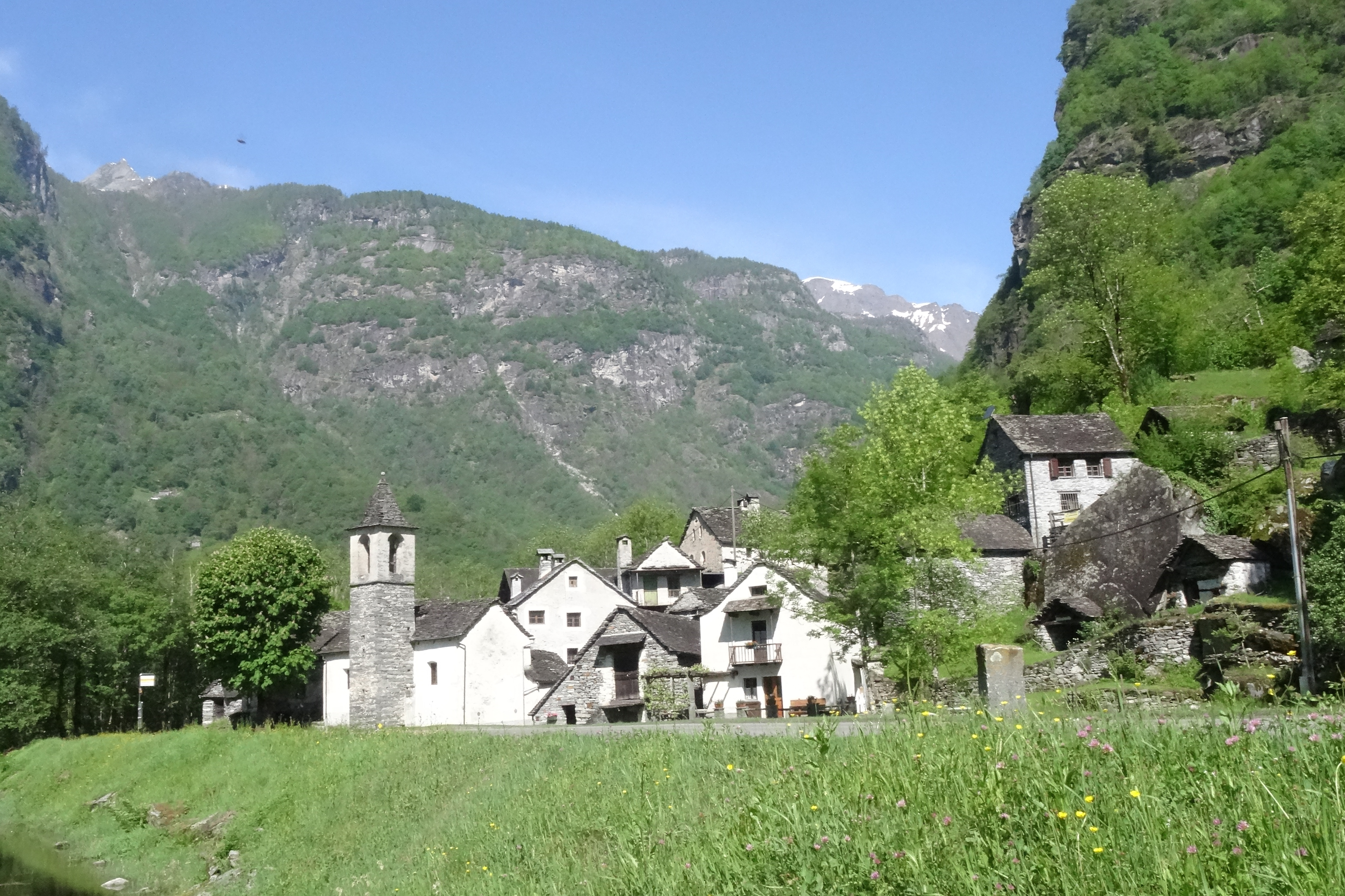
Ritorto
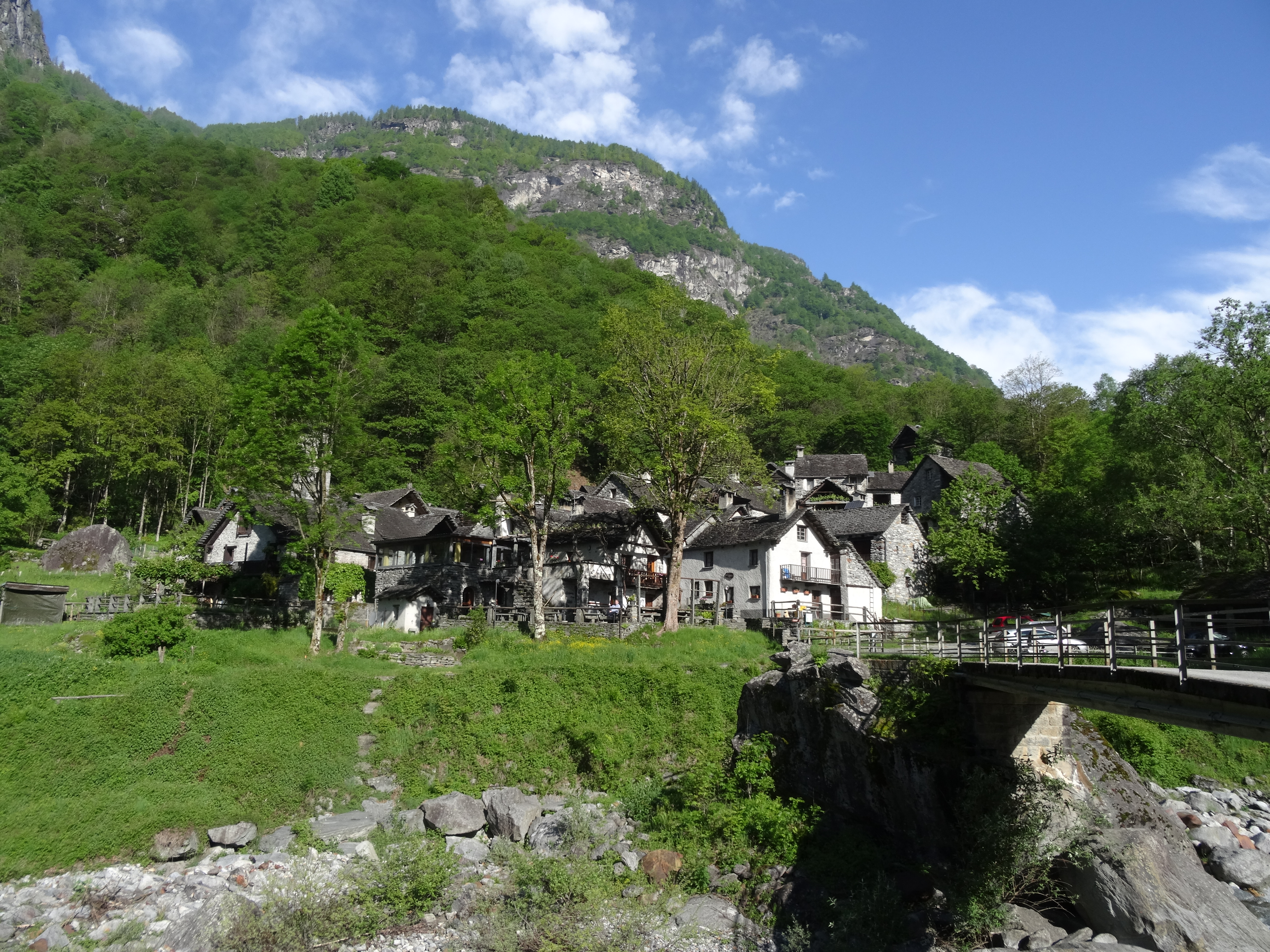
Foroglio
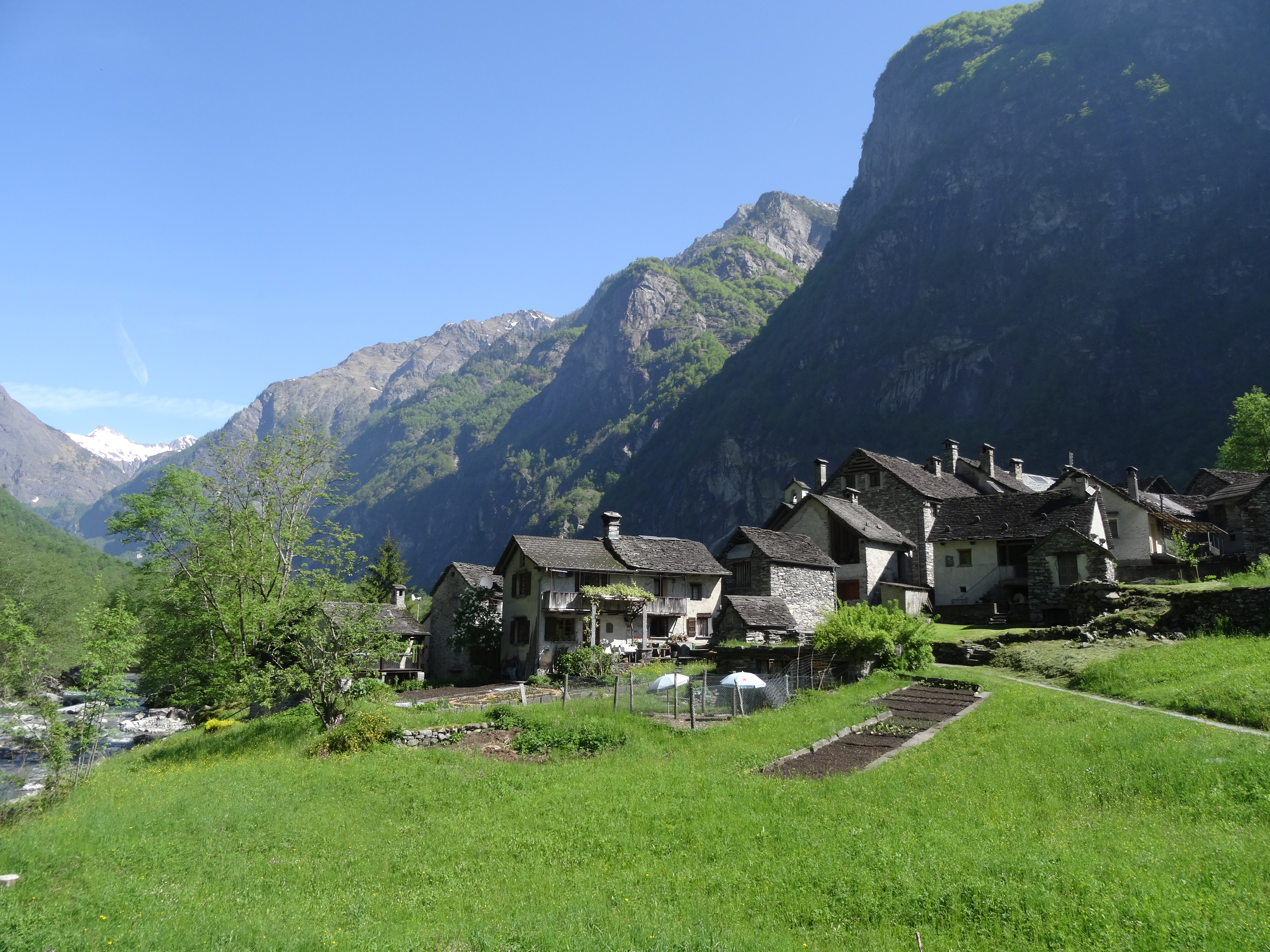
Roseto
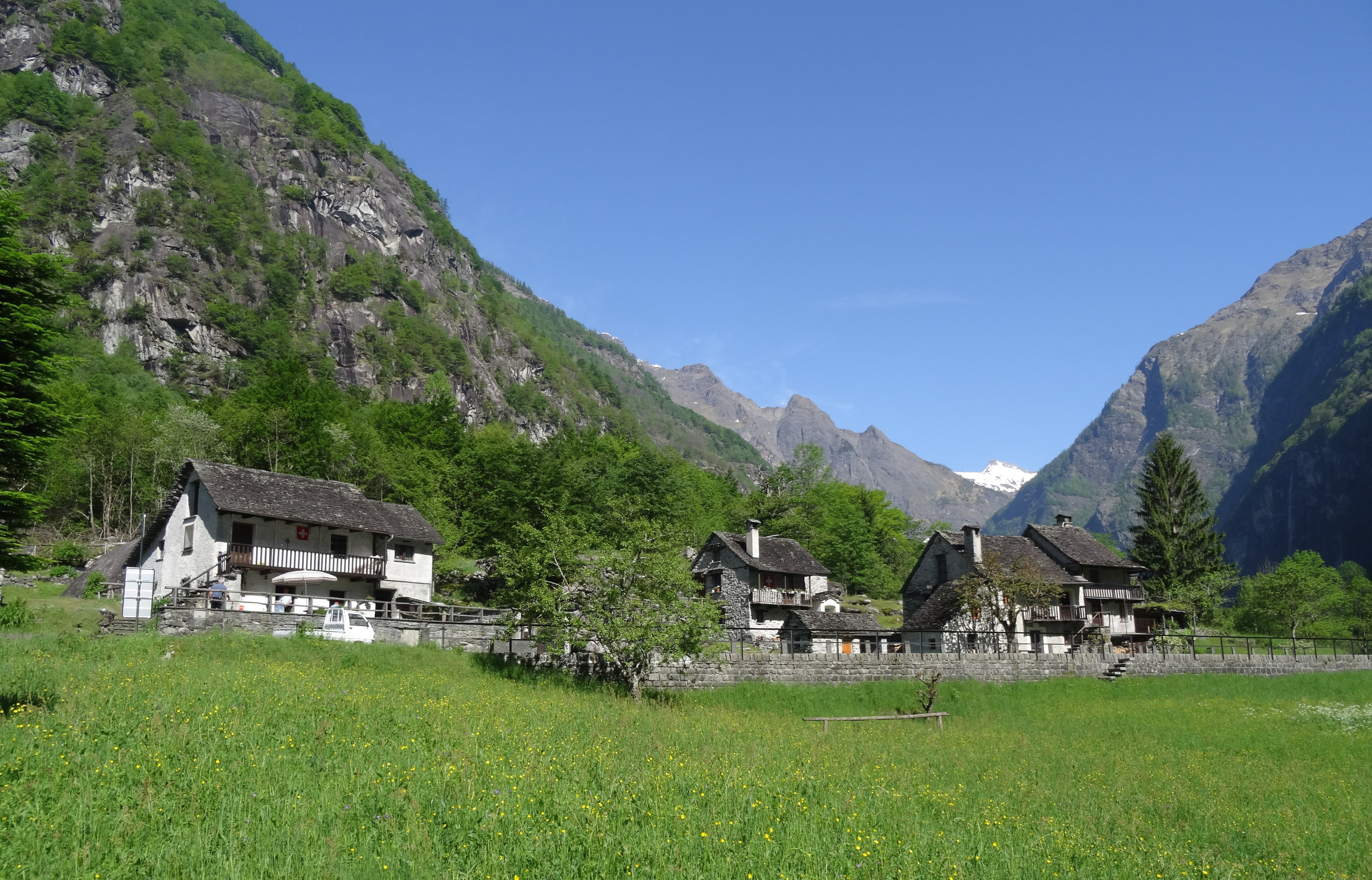
Fontanellata
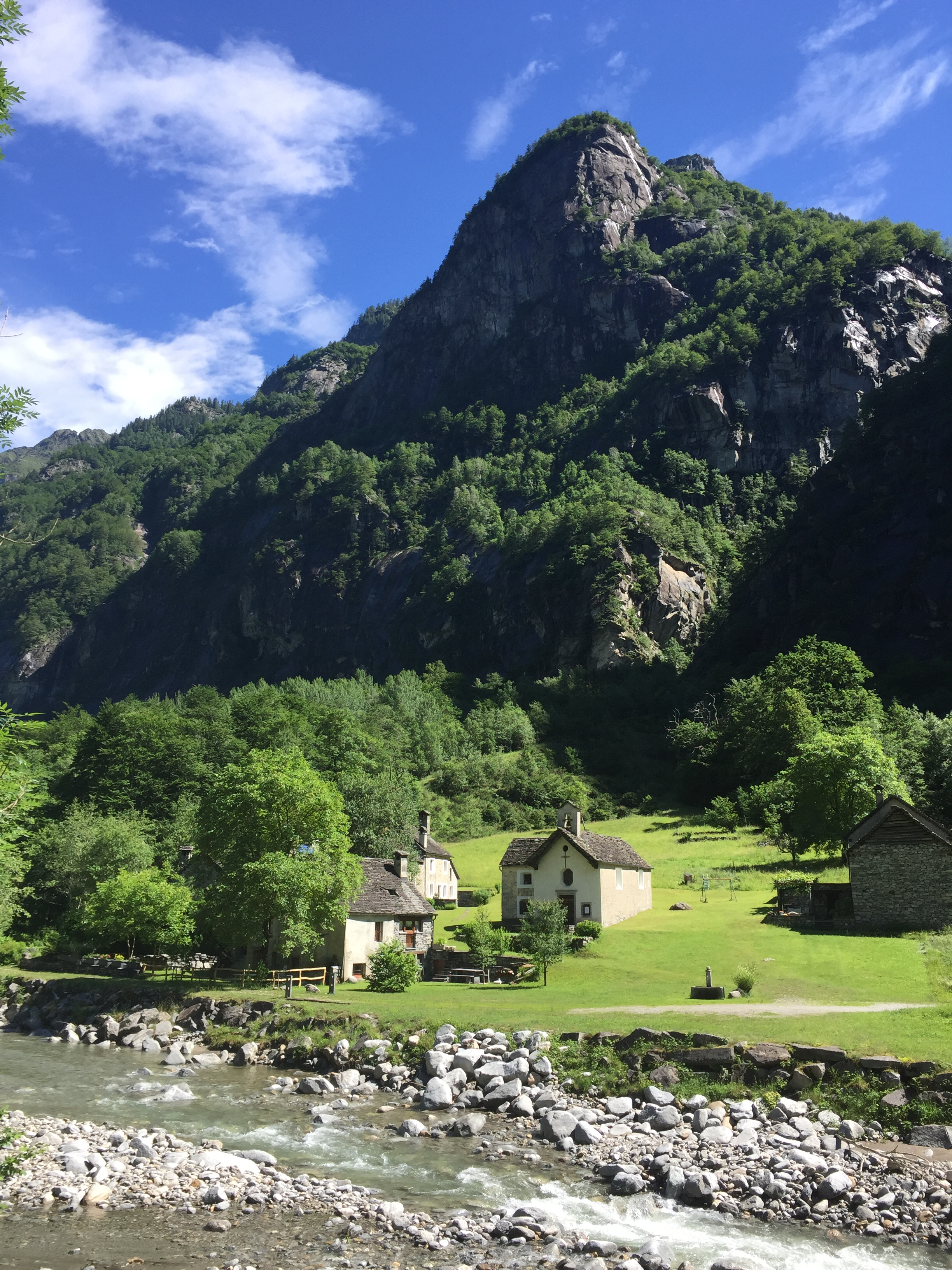
Faèd
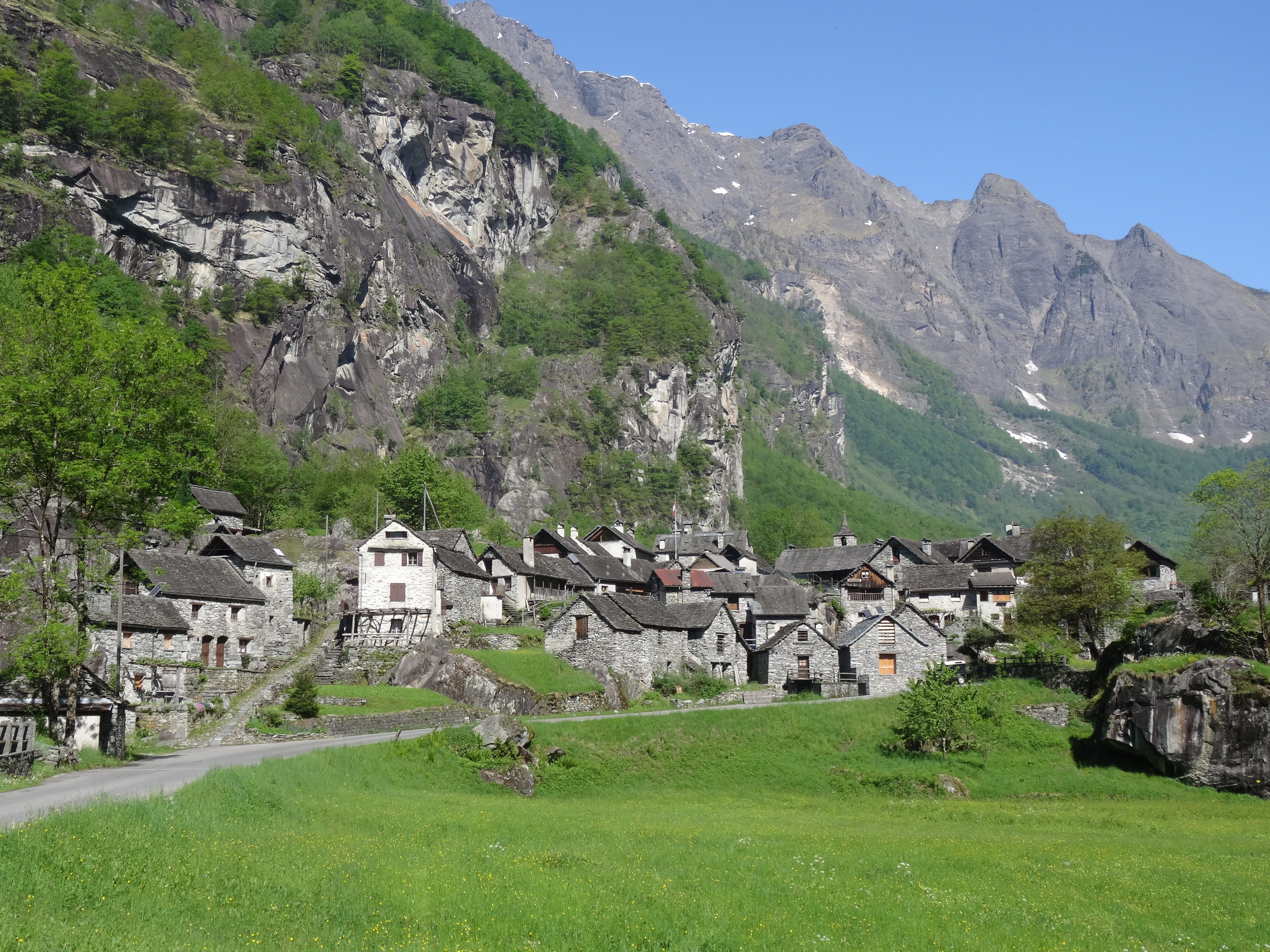
Sonlerto